# Crab Cake
Crab Cake ist ein amerikanisches Gericht, das aus Krabbenfleisch und unterschiedlichen anderen Lebensmitteln besteht, die wahlweise hinzugefügt werden können, wie z. B. Brotkrumen, Milch, Mayonnaise, Eier, Zwiebeln und Gewürze. Bisweilen werden auch Zutaten wie rote oder grüne Paprika oder Radieschen hinzugefügt. Dann wird das Gericht sautiert, gebacken oder gegrillt, bevor es anschließend serviert wird. Crab Cakes werden traditionell mit der Gegend um die Chesapeake Bay assoziiert, insbesondere mit Maryland.

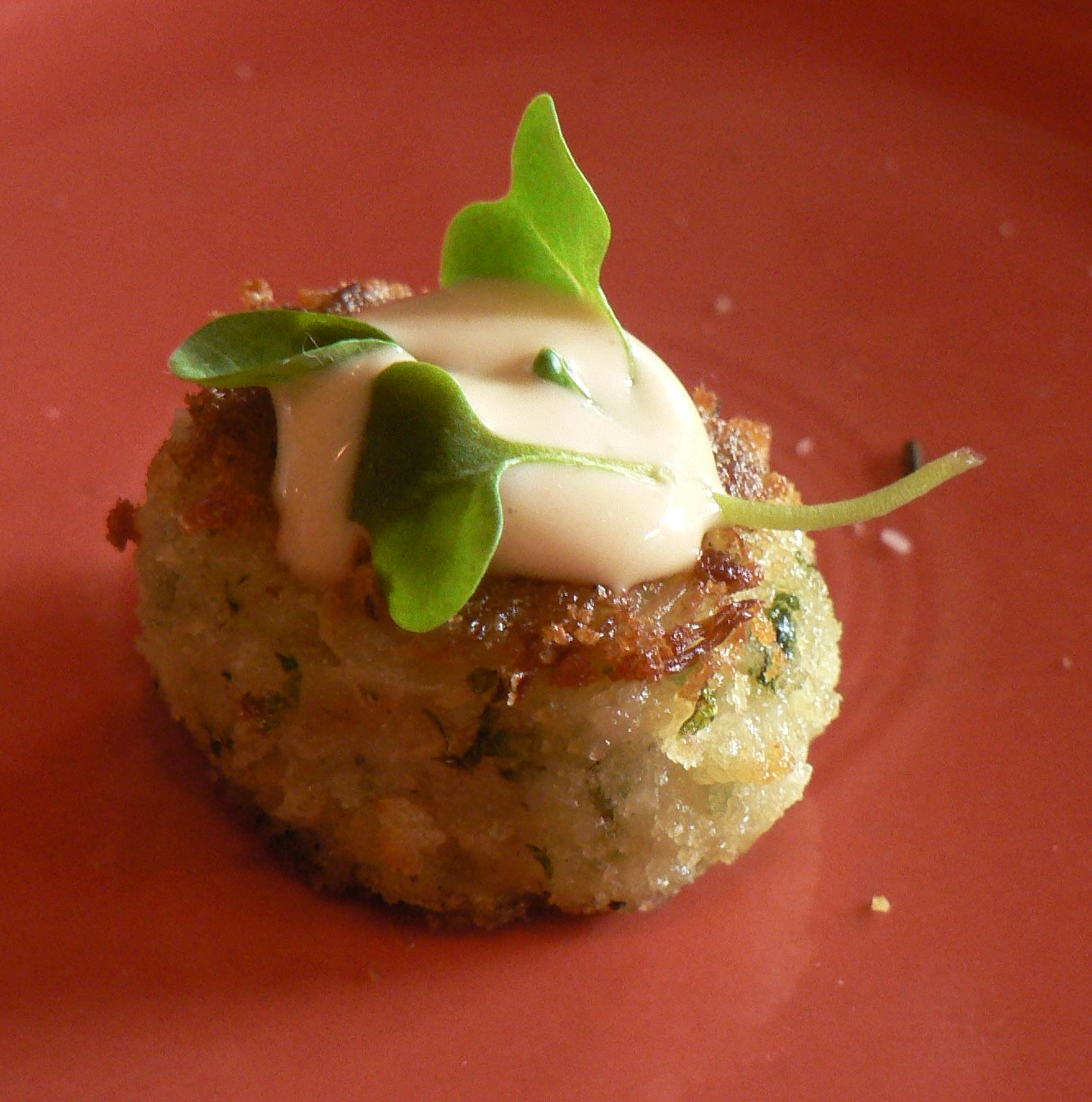
Crab Cake mit Garnitur

Die zwei häufigsten Erscheinungsformen des Crab Cakes in Maryland heißen Boardwalk und Restaurant. Boardwalk-Crab Cakes werden typischerweise paniert und frittiert. Außerdem sind sie häufig mit verschiedenen Zutaten gefüllt und werden anschließend auf einem Hamburgerbrötchen serviert. Restaurant-Crab Cakes hingegen, die manchmal auch Gourmet-Crab Cakes genannt werden, sind meistens nicht gefüllt und werden auf einer Platte oder einem Sandwich serviert. In vielen Restaurants, die Crab Cake anbieten, werden beide Sorten verkauft.
Es kann außerdem Fleisch jeder anderen Krabbenart verwendet werden, obwohl das Fleisch der Blaukrabbe, deren natürlicher Lebensraum auch die Chesapeake Bay ist, traditionell verwendet wird und als das wohlschmeckendste gilt. Im nordwestlichen Pazifik und Nordkalifornien sind die einheimischen Pazifischen Taschenkrebse (Metacarcinus magister) eine beliebte Zutat.
Die Größe von Crab Cakes variiert. Sie reicht von der eines kleinen Kekses zu der eines Hamburgers. Manchmal werden sie auch mit Remoulade, Senf oder Ketchup serviert.